# Игуманија Јована (Шолаја)
Јована Шолаја (Ресановци код Босанског Грахова, 22. март 1948) монахиња је Српске православне цркве и игуманија Манастира Ловнице код Шековића.

## Биографија
Игуманија Јована (Шолаја) рођена је 22. марта 1948. године у селу Ресановцима код Босанског Грахова, у породици угледних и честитих родитеља. Основно образовање завршила је у родном мјесту.
Средњу биротехничку школу завршила је у Сарајеву, 1967. године. Замонашена је 11. августа 2005. године у Манастиру Драгаљевац код Бијељине, од стране јеромонаха Петра (Петрића), добивши монашко име Јована.
Одлуком тадашњег епископа зворничко-тузланскога, господина Василија Качавенде, 2009. године постављена је за другу игуманију Манастира Ловнице код Шековића, гдје је и данас.